# Organocatálisis
La organocatálisis es una rama de la química orgánica.
Se basa en el estudio de reacciones orgánicas catalizadas por sustancias puramente orgánicas, es decir, catálisis sin metales.
Entre los organocatalizadores más habituales, destacan las aminas, tioureas y derivados de prolina.
Actualmente la organocatálisis constituye un tema de investigación de gran importancia, ya que los procesos desarrollados permiten llevar a cabo reacciones en ausencia de metales contaminantes para el medio ambiente. 
La utilización de puentes de hidrógeno como fuerza impulsora en organocatálisis asimétrica es una muy buena herramienta para la formación de enlaces C-C en síntesis orgánica. Dentro de los organocatalizadores más utilizados, basados en grupos donadores de puentes de hidrógeno, se encuentran los dioles, los ácidos fosfóricos, ureas y tioureas. Estos últimos son los que dominan la organocatálisis asistida por donadores de puentes de hidrógeno.
El éxito de los organocatalizadores derivados de tioureas se debe a su capacidad para formar dos puentes de hidrógeno con el reactivo. El segundo puente de hidrógeno, además de activar al reactivo, permite mantenerlo en una orientación bien definida, induciendo así una reacción asimétrica.
Las escuaramidas, por su estructura que contiene grupos carbonilo aceptores de puentes de hidrógeno y grupos N-H donadores de puentes de hidrógeno, también han sido utilizadas como organocatalizadores.  En el 2008 Rawal reportó los primeros organocatalizadores quirales ( señalados como 1 en la figura anexa) basados en escuaramidas derivadas de alcaloides del género Cinchona en la adición de Michael de compuestos 1,3-dicarbonilo (2 en la figura) a derivados de trans-β-nitroestireno (3), generando intermediarios (4) útiles para la formación de estructuras más complejas como aminocarbonilos quirales, pirrolidinas, γ-lactamas y γ-aminoácidos. El experimento fue más eficiente y estereoselectivo comparado con los resultados que se obtuvieron con organocatalizadores basados en tioureas.

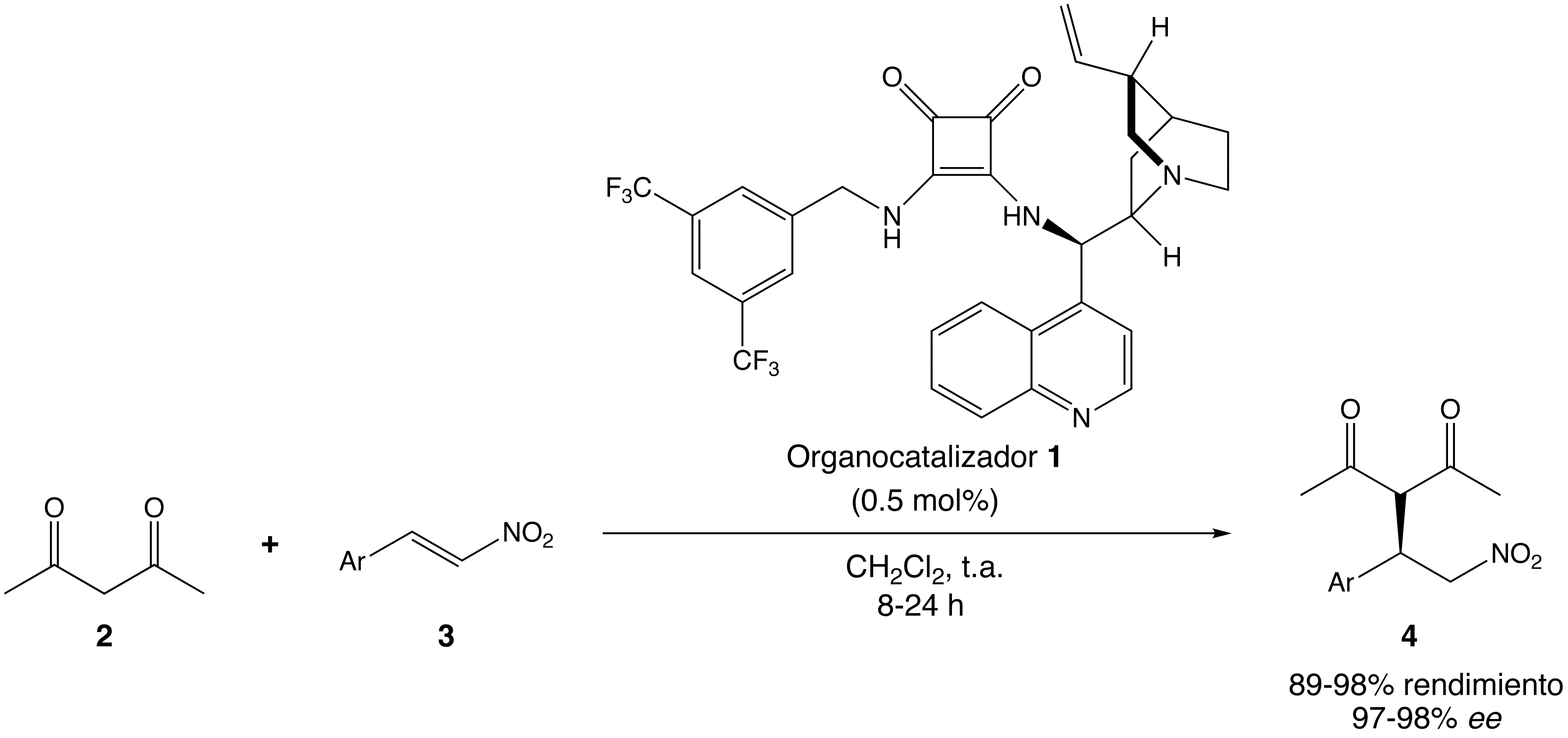
Adición de Michael de la pentano-2,4-diona a derivados del trans-β-nitroestireno catalizada por el Organocatalizador 1 (Malerich, Hagihara y Rawal, 2008).